# ماریت ساندوی
ماریت ساندوی (انگلیسی: Marit Sandvei؛ زادهٔ ۲۱ مهٔ ۱۹۸۷) بازیکن فوتبال اهل نروژ است.

وی همچنین در تیم ملی فوتبال زنان نروژ بازی کرده‌است.